# Anna Molka Ahmed
Anna Molka Ahmed, nata Molly Bridger, (Londra, 13 agosto 1917 – Lahore, 20 aprile 1994) è stata un'artista pakistana pioniera delle belle arti nel paese dopo la sua indipendenza nel 1947 e professoressa di belle arti presso l'Università del Punjab a Lahore.
Studiò presso la Saint Martin's School of Art di Londra, nel 1963 ricevette la Tamgha-i-Imtiaz da parte del governo del Pakistan per i suoi servizi e meriti nel campo dell'educazione alle belle arti.
Nel 1979 ricevette dal Presidente del Pakistan il premio Pride of Performance. Il 14 agosto 2006, il Pakistan Post ha emesso 40 francobolli per onorare dieci pittori pakistani. Oltre ad Anna Molka Ahmed, gli altri nove pittori erano: Laila Shahzada, Askari Mian Irani, Sadequain, Ali Imam, Shakir Ali, Zahoor ul Akhlaq, Zubeida Agha, Ahmed Pervez e Bashir Mirza.